# 최장순
최장순(Choe Jangsoon)은 대한민국의 기업인, 크리에이티브 디렉터, 언어학자, 작가, 그리고 대학교수이다. ㈜엘레멘트컴퍼니의 대표이자 크리에이티브 디렉터로, 인문학 기반의 기호학적 브랜드 경험 솔루션을 통해 다양한 글로벌 및 국내 기업의 브랜딩 사업을 추진하고 있다.

## 상세
최장순은 고려대학교 언어학과에서 학사 학위를 취득하였다. 2006년 교수신문 기자를 시작으로 브랜드앤컴퍼니로 커리어를 쌓았고, 2017년 ㈜엘레멘트컴퍼니를 설립하여 본격적인 브랜딩 사업을 시작했다. 언어학과 인문학을 바탕으로 브랜드 전략과 기호학을 접목한 독창적인 브랜딩 접근법으로 글로벌 기업을 대상으로 다양한 프로젝트를 진행하였다.
브랜딩 사업과 병행하여 고려대학교 언어학과 겸임교수로 응용기호학(Applied Semiotics)을 강의중이며, 이화여자대학교 조형예술대학에서 브랜드 전략 및 크리에이티브 강의를 진행했다. 또한, EBS Class-e, 세바시45, 미네르바스쿨, Tedx KSU, KAIST, 삼성, LG, CJ 등 다양한 기관에서 브랜드 전략과 인문학 융합을 주제로 강연을 진행하였고, 국제 무대에서도 기호학과 브랜딩을 주제로 다양한 강연을 펼쳤다.

## 저서
- 일상의 빈칸(당신의 생활 속에 반짝이는 크리에이티브 조각들) (더퀘스트, 2023.05.31)
- 기획자의 습관(스치는 일상을 빛나는 생각으로 바꾸는 10가지 비밀) (더퀘스트, 2023.03.29)
- 본질의 발견(업의 본질로 정의하는 인문학적 컨셉 발견 공식) (틈새책방, 2022.09.30)
- 기획자의 습관(스치는 일상을 빛나는 생각으로 바꾸는 10가지 비밀) (더퀘스트, 2020.11.11)
- 의미의 발견(물건이 아닌 의미를 파는 법) (틈새책방, 2020.07.13)
- 기획자의 습관 (더퀘스트, 2018.05.08)
- 기획자의 습관 (YES24 단독 리커버 에디션) (2018.05.03)

## 수상
- 국가경쟁력대상 특별상 (2024)[8]
- 독일 Red Dot 디자인 어워드 브랜드&커뮤니케이션 디자인 부문 (2023)
- 독일 Red Dot 디자인 어워드 브랜드&커뮤니케이션 디자인 부문 (2022)
- 독일 IF 디자인 어워드 브랜드경험전략, 디자인, 인테리어 부문 (2022)
- 독일 GDA 디자인 어워드 엑설런트 커뮤니케이션 디자인 부문 (2020)